# Пузская Слобода
Пузская Слобода́ — село в Починковском районе Нижегородской области. Входит в состав Ризоватовского сельсовета.

## География
Село находится на правом берегу реки Алатырь, на расстоянии 11 км к северо-западу от села Починки, административного центра района.

## Население
| 2002 | 2010 |
| ---- | ---- |
| 575  | ↘474 |

## Улицы
| - ул. Алатырская, - ул. Заводская, - ул. Комсомольская, | - ул. Кооперативная, - ул. Новая, - ул. Первомайская, | - ул. Пролетарская, - ул. Советская, - ул. Школьная. |

## Инфраструктура
В селе расположено отделение Почты России (индекс 607902)